# Kabala (Észtország)
Kabala (németül: Kabbal) falu Észtország Järva megyéjében. Közigazgatásilag Türi községhez tartozik. Lakossága 201. december 31-én 279 fő volt.

## Története
A település az 1632-ben létrejött uradalom körül alakult ki. Az uradalom balti német családok tulajdonában volt. A falunak 1991-től önálló önkormányzata volt, majd 2005-től Oisu községgel és Türi városával Türi község része lett.

## Népessége
A település népessége az utóbbi években az alábbi módon alakult:
| Lakosok száma | 279  | 291  | 288  | 245  |
|               | 2011 | 2019 | 2020 | 2021 |

## Nevezetességei
Nevezetessége a falu 1770 körül épített udvarháza. A rokokó és barokk stílusjegyeket hordozó épület 1923-tól iskolának ad helyet.

## Ismert emberek
Ott született:
- Jüri Lossmann sportoló, olimpiai ezüstérmes hosszútávfutó (1891–1984)